# Fahad Khamees
Fahad Nasser Khamees Mubarak (28 settembre 1962) è un ex calciatore emiratino, di ruolo centrocampista.